# RIDEBACK (MELLの曲)
『RIDEBACK』（ライドバック）は、MELLの5作目のシングル。
MELLにとって2009年に入って初めてリリースされるシングル。この作品にはCDのみの通常盤（GNCV-0016）とプロモーションビデオ映像が収録される初回限定盤（GNCV-0015）の2種類が販売される。タイトル曲は全編英語で歌われ、MELLが英語詞で歌うのは「Red fraction」以来となる。ちなみにカップリングには日本語バージョンも収録される。同名のテレビアニメ『RIDEBACK』のオープニングテーマとして、放送開始以来使用されている。
2013年にMELLがI'veを脱退、音楽活動を休止した為、後のリカットシングルである「殻の蕾」を除けば2016年現在では実質最後のシングルである。

## 収録曲
1. RIDEBACK
作詞：MELL、作曲・編曲：高瀬一矢
  - テレビアニメ『RIDEBACK』オープニングテーマ
2. RIDEBACK -Japanese ver.-
作詞：MELL、作曲・編曲：高瀬一矢
3. RIDEBACK -Re-mix ver.-
作詞：MELL、作曲：高瀬一矢、編曲：森岡賢
4. RIDEBACK -Instrumental-